# Амедео Авогадро
'Амедео Авогадро (Lorenzo Romano Amedeo Carlo Avogadro, Count of Quaregna and Cerreto, Торино, 9. август 1776 — Торино, 9. јул 1856) је био италијански физичар, професор на универзитету у Торину. Најпознатији је по Авогадровој хипотези из 1811. године, која исказује да: сви гасови при једнакој запремини, притиску и температури садрже исти број молекула. Ово је био велики искорак материјалистичке науке у то доба. После 50 година хипотеза је прихваћена као закон, који је упориште модерне физике и хемије. Број молекула у грам-молекулу (молу) било које материје је по њему добио име Авогадров број, и износи 6,023 • 1023 молекула.

## Биографија
Амедео Авогадро је рођен у Торину у племићкој породици Краљевине Сардиније (данас део Италије) 1776. године. Он је дипломирао црквено право са 20 година и почео да се бави адвокатском праксом. Убрзо потом се посветио физици и математици (тада се звали позитивна филозофија) и 1809. године почео да их подучава у лицеју (средњој школи) у Верчелију, где је његова породица живела и имала нешто имовине.
Године 1811, објавио је чланак под насловом Essai d'une manière de déterminer les masses relatives des molécules élémentaires des corps, et les proportions selon lesquelles elles entrent dans ces combinaisons („Есеј о начину одређивања релативних маса елементарних молекула тела и пропорција по којима они улазе у ове комбинације“), који садржи Авогадрову хипотезу. Авогадро је послао овај есеј у Journal de Physique, de Chimie et d'Histoire naturelle („Часопис за физику, хемију и природну историју“) Жан-Клод Деламетрија.
Године 1820, постао је професор физике на Универзитету у Торину. Торино је тада био главни град обновљене савојске Краљевине Сардиније под Виктором Емануелом I. Авогадро је био активан у револуционарном покрету марта 1821. Као резултат тога, изгубио је катедру 1823. (или, како је универзитет званично објавио, било им је „веома драго да дозволе овом занимљивом научнику да се одмори од тешких наставничких обавеза, како би могао да посвети бољу пажњу својим истраживањима”). Коначно, краљ Чарлс Алберт је 1848. године донео Устав (Statuto Albertino). Много пре тога, Авогадро је 1833. позван на универзитет у Торину, где је предавао још двадесет година.
Мало се зна о Авогадровом приватном животу, који је изгледа био трезан и религиозан. Он се оженио се Фелицитом Мазе и имао шесторо деце. Авогадро је био на дужностима које су се бавиле статистиком, метеорологијом, тежинама и мерама (увео је метрички систем у Пијемонт) и био је члан Краљевског врховног савета за јавну наставу.
Он је умро 9. јула 1856.

## Остварења
У част Авогадровог доприноса молекуларној теорији, број молекула по молу супстанце назван је „Авогадрова константа“, NA. То је тачно 6,02214076×1023 mol−1. Авогадрова константа се користи за израчунавање резултата хемијских реакција. Она омогућава хемичарима да одреде количине супстанци произведених у датој реакцији са великим степеном тачности.
Јохан Јозеф Лошмит је прво израчунао вредност Авогадрове константе, броја честица у једном молу, који се понекад назива Лошмитов број у земљама немачког говорног подручја (Лошмитова константа сада има друго значење).
Авогадров закон наводи да однос између маса исте запремине свих гасова (на истој температури и притиску) одговара односу између њихових одговарајућих молекулских тежина. Дакле, релативна молекулска маса гаса може се израчунати из масе узорка познате запремине.
Авогадро је развио ову хипотезу након што је Жозеф Луј Ге-Лисак објавио свој закон о запреминама (и комбиновању гасова) 1808. Највећи проблем који је Авогадро морао да реши била је конфузија у то време у вези са атомима и молекулима. Један од његових најважнијих доприноса је јасно разликовање једног од другог, наводећи да се гасови састоје од молекула, а ови молекули од атома. (На пример, Џон Далтон није узео у обзир ову могућност.) Авогадро заправо није користио реч „атом“ пошто су речи „атом“ и „молекул“ коришћене готово без разлике. Веровао је да постоје три врсте „молекула“, укључујући „елементарни молекул“ (наш „атом“). Такође, посветио је више пажње дефиницији масе, за разлику од тежине.
Године 1815, објавио је Mémoire sur les masses relatives des molécules des corps simples, ou densités présumées de leur gaz, et sur la constitution de quelques-uns de leur composés, pour servir de suite à l'Essai sur le même sujet, publié dans le Journal de Physique, juillet 1811 („Белешка о релативним масама елементарних молекула, или предложеним густинама њихових гасова, и о састојцима неких њихових једињења, као наставак есеја на исту тему, објављено у Journal of Physics, јул 1811”) о густинама гасова.
Године 1821, објавио је још један рад, Nouvelles considérations sur la théorie des proportions déterminées dans les combinaisons, et sur la détermination des masses des molécules des corps (Нова разматрања о теорији пропорција одређених у комбинацијама, и у одређивању маса атома), а убрзо затим и Mémoire sur la manière de ramener les composès organiques aux lois ordinaires des proportions déterminées („Напомена о начину проналажења органског састава по обичним законима одређених пропорција“).
Године 1841, објавио је своје дело у Физика пондерабилних тела, или Трактат о материјалној конституцији тела, 4 тома.

## Одговор на теорију
Научна заједница није одмах придавала велику пажњу Авогадровој теорији, и она није одмах прихваћена. Андре-Мари Ампер је предложио врло сличну теорију три године касније (у свом Sur la détermination des proportions dans lesquelles les corps se combinent d'après le nombre et la disposition respective des molécules dont leurs particules intégrantes sont composées; „О одређивању пропорција у којима се тела спајају према броју и одговарајућој диспозицији молекула од којих су састављене њихове интегралне честице“), али је иста равнодушност показана и према његовој теорији.
Само кроз студије Шарла Фредерика Герхарта и Огиста Лорана о органској хемији било је могуће показати да Авогадров закон објашњава зашто исте количине молекула у гасу имају исту запремину.
Нажалост, сродни експерименти са неким неорганским супстанцама показали су привидне контрадикторности. Ово је коначно решио Станислао Каницаро, као што је објављено на Конгресу у Карлсруеу 1860, четири године након Авогадрове смрти. Он је објаснио да су ови изузеци настали због молекуларне дисоцијације на одређеним температурама и да је Авогадров закон одређивао не само молекулске масе, већ и атомске масе.
Године 1911, на састанку у Торину обележена је стота годишњица објављивања Авогадровог класичног рада из 1811. године. Присуствовао је краљ Виктор Емануел III, а признат је Авогадров велики допринос хемији.
Рудолф Клаузијус је својом кинетичком теоријом о гасовима предложеном 1857. пружио додатне доказе за Авогадров закон. Јакобус Хенрикус ван ’т Хоф је показао да се Авогадрова теорија одржава и у разблаженим растворима.
Авогадро се слави као оснивач атомско-молекуларне теорије.